# Шмульсон Ісроель Лейзерович
Шмульсон Ісрое́ль Ле́йзерович (16 (29) жовтня 1913 , Умань, Київська губернія  — 1974 , Київ ) — український радянський архітектор і реставратор. Член Спілки архітекторів УРСР з 1950 року. Автор ряду пам'ятників та меморіальних дощок у Києві.

## Життєпис
Народився в Умані у 1913 році. У 1922—1929 роках навчався у трудовій школі в Умані, в 1929—1930 роках працював на цукровому заводі в Уманському повіті. У 1930—1933 роки навчався в Уманському механічному технікумі, після закінчення якого переїхав до Києва, де в 1933—1935 роках працював на заводі імені Лепсе. У 1935 році поступив на архітектурний факультет Київського художнього інституту, який закінчив у 1941 році, диплом архітектора-художника. У 1939—1941 роках поєднував навчання з роботою помічника архітектора в архітектурно-проектній майстерні КХІ.
У липні 1941 року призваний в армію, у складі інженерно-саперної бригади брав участь у бойових діях Другої світової війни, Демобілізований в листопаді 1945 року у званні капітана інженерної служби. З 1946 року — автор-архітектор, архітектурно-проектні майстерні «Будмонумент», пізніше Республіканські науково-реставраційні виробничі майстерні Держбуду РМ УРСР (Андріївський узвіз, 23).

## Нагороди
- Орден Червоної Зірки (1945),
- медалі:
  - «За відвагу» (1943),
  - «За взяття Відня»,
  - «За взяття Берліна»,
  - «За визволення Праги»,
  - «За перемогу над Німеччиною у Великій Вітчизняній війні 1941—1945 рр.»,
  - ювілейні медалі.

## Реалізовані проекти

### Реставрації
- Будинок цивільного губернатора по вулиці Соборності, 38 у Полтаві. Відновлений і реконструйований в 1954—1956 рр. (у співавторстві з арх. В. Явніковим)[2].
- Володимирський собор у Севастополі. Реставрація[3][4][5][6].
- Храм на Братському кладовищі у Севастополі (1972 р.)[7][8].
- Катерининська церква у Чернігові. Реставрація (1975—1980 роки)[9].

### Обеліски і пам'ятники
- Обеліск на місці переправи російських військ через р. Ворсклу з граніту. (1959) (у співавторстві з В. Пасічним)[10].
- Бронзовий бюст на гранітному постаменті Віталію Примакову (1970; спільно з скульптором Ф. А. Коцюбинським, демонтований у 2016 році)[11].
- Миколаївська церква-піраміда. Після руйнувань під час Другої світової війни проведена реставрація (1981, спільно з арх. В. І. Майко)[12].
- Пам'ятник Устиму Кармалюку в Летичеві. (1974; спільно зі скульптором В. І. Знобою)[13][14][15][16].
- Обеліск на в'їзді в Кротенки в честь переправи військ Петра I через Ворсклу 20 червня 1709 року. (у співавторстві з В. Пасічним)[17][18][19].
- Символічний гранітний надгробок Богдана Хмельницького в Іллінській церкві у Суботові (1954)[20].

### Меморіальні дошки
- Меморіальна дошка на казарми Печерської фортеці «Тут знаходяться 3-й авіаційний парк, революційні солдати якого разом з робітниками „Арсеналу“ брали участь в жовтневих боях 1917 року за встановлення Радянської влади в м. Києві» (грудень 1952 року; не збереглася)
- Меморіальна дошка Миколі Стражеску з мармуру по вулиці Саксаганського, 75. (1954; з 1975 року — гранітна)
- Меморіальна дошка Миколі Стражеску з мармуру по Володимирській вулиці, 48-а (1954; з 1992 року бронзова)
- Меморіальна дошка на честь робітників «Південно-Російського машинобудівного заводу», які брали участь у повстанні саперів 1905 з бронзи по Жилянській вулиці, 87 (з 1955 року; спільно з арх. П. Є. Захарченком, горельєф скульптора І. Л. Корнілова)
- Меморіальна дошка Остапу Вишні в Києві з граніту, бронзи (1957); барельєф скульптора М. Д. Декерменджі.
- Меморіальна дошка Шолом-Алейхему з мармуру, вул. Шолом-Алейхема, 15. (1959)
- Меморіальна дошка з граніту та бронзи Олександру Копиленку по вул. Богдана Хмельницького, 68 (1959; барельєф скульптора М. К. Вронського)[21]
- Меморіальна дошка Олександру Бойченку по вул. Михайла Грушевського, 9/2 (1959)
- Меморіальна дошка Євгенові Патону по вулиці Горького (нині вул. Антоновича), 69 (з 28 грудня 1953 року; в січні 1981 року замінена на іншу)
- Меморіальна дошка Степанові Васильченку з мармуру[22]
- Меморіальна дошка письменниці Марку Вовчку (з 1958 року). У 1968 році втрачена.
- Меморіальна дошка Олександрові Шліхтеру по вулиці Рєпіна (нині Терещенківська вулиця), 5 (з 12 грудня 1959)
- Меморіальна дошка Миколі Крилову з мармуру по вулиці Леніна (нині вул. Богдана Хмельницького), 15. (1963)[23]
- Меморіальна дошка Дмитрові Мануїльському по Інститутській вулиці, 20/8 (1964, демонтована)
- Меморіальна дошка Олександру Сороці з бронзи по вул. Гетьмана Павла Скоропадського, 5 (з 20 травня 1970 року)[24].
- Меморіальна дошка генералу Іванові Панфілову з мармуру по бульвару Лесі Українки, 25 (1959)[25].

## Зображення

Погруддя Віталія Примакова в Києві (демонтоване)
Меморіальна дошка Олександру Бойченку
Меморіальна дошка Дмитру Мануїльському (демонтована)